# Halowe Mistrzostwa Europy w Lekkoatletyce 2017 – bieg na 60 m przez płotki mężczyzn
Bieg na 60 metrów przez płotki mężczyzn – jedna z konkurencji biegowych rozgrywanych podczas halowych lekkoatletycznych mistrzostw Europy w hali Kombank Arena w Belgradzie. Tytułu mistrzowskiego sprzed dwóch lat bronił Francuz Pascal Martinot-Lagarde.

## Terminarz
| Data    | Godzina |            |
| ------- | ------- | ---------- |
| 3 marca | 16:45   | Eliminacje |
| 3 marca | 20:10   | Finał      |

## Rekordy
|                                        | Zawodnik      | Wynik | Miejsce      | Data                |
| -------------------------------------- | ------------- | ----- | ------------ | ------------------- |
| Rekord świata                          | Colin Jackson | 7,30  | Sindelfingen | 6 marca 1994(dts)   |
| Rekord Europy                          | Colin Jackson | 7,30  | Sindelfingen | 6 marca 1994(dts)   |
| Rekord mistrzostw Europy               | Colin Jackson | 7,39  | Paryż        | 12 marca 1994(dts)  |
| Najlepszy wynik na świecie w 2017 roku | Andrew Pozzi  | 7,43  | Birmingham   | 18 lutego 2017(dts) |
| Najlepszy wynik w Europie w 2017 roku  | Andrew Pozzi  | 7,43  | Birmingham   | 18 lutego 2017(dts) |

## Rezultaty

### Eliminacje
Z trzech biegów eliminacyjnych awansowało po dwóch pierwszych zawodników (Q) oraz dwóch z najlepszymi czasami (q).
Źródło: .
| Poz. | Bieg | Tor | Zawodnik                | Reprezentacja   | Czas | Uwagi |
| ---- | ---- | --- | ----------------------- | --------------- | ---- | ----- |
| 1.   | 1    | 6   | Andrew Pozzi            | Wielka Brytania | 7,52 | Q     |
| 2.   | 2    | 5   | Milan Trajković         | Cypr            | 7,56 | Q,    |
| 2.   | 1    | 1   | Aurel Manga             | Francja         | 7,56 | Q     |
| 4.   | 2    | 8   | Orlando Ortega          | Hiszpania       | 7,59 | Q     |
| 4.   | 1    | 7   | Petr Svoboda            | Czechy          | 7,59 | q     |
| 6.   | 3    | 4   | Pascal Martinot-Lagarde | Francja         | 7,61 | Q     |
| 7.   | 2    | 6   | Garfield Darien         | Francja         | 7,65 | q     |
| 7.   | 2    | 4   | Damian Czykier          | Polska          | 7,65 | PB    |
| 9.   | 2    | 1   | Erik Balnuweit          | Niemcy          | 7,67 |       |
| 10.  | 3    | 5   | Andreas Martinsen       | Dania           | 7,68 | Q,    |
| 11.  | 2    | 3   | David King              | Wielka Brytania | 7,70 |       |
| 12.  | 3    | 1   | David Omoregie          | Wielka Brytania | 7,71 |       |
| 13.  | 1    | 4   | Maximilian Bayer        | Niemcy          | 7,73 |       |
| 14.  | 3    | 6   | Alexander Brorsson      | Szwecja         | 7,78 |       |
| 14.  | 1    | 3   | Hassane Fofana          | Włochy          | 7,78 |       |
| 14.  | 2    | 2   | Elmo Lakka              | Finlandia       | 7,78 | SB    |
| 17.  | 1    | 2   | Ben Reynolds            | Irlandia        | 7,81 |       |
| 18.  | 3    | 7   | Serhij Kopanajko        | Ukraina         | 7,95 |       |
| 19.  | 3    | 2   | Cosmin Ilie Dumitrache  | Rumunia         | 8,00 |       |
| 20.  | 3    | 3   | Yidiel Contreras        | Hiszpania       | 8,04 |       |
| –    | 2    | 7   | Balázs Baji             | Węgry           | DQ   |       |
| –    | 1    | 8   | Witalij Parachonka      | Białoruś        | DQ   |       |
| –    | 1    | 5   | Artem Szamatryn         | Ukraina         | DQ   |       |
| –    | 3    | 8   | Szűcs Valdó             | Węgry           | DNS  |       |

### Finał
Źródło: .
| Poz. | Tor | Zawodnik                | Reprezentacja   | Czas | Uwagi |
| ---- | --- | ----------------------- | --------------- | ---- | ----- |
| 01 ! | 5   | Andrew Pozzi            | Wielka Brytania | 7,51 |       |
| 02 ! | 4   | Pascal Martinot-Lagarde | Francja         | 7,52 |       |
| 03 ! | 1   | Petr Svoboda            | Czechy          | 7,53 | SB    |
| 4.   | 2   | Garfield Darien         | Francja         | 7,54 |       |
| 5.   | 6   | Aurel Manga             | Francja         | 7,58 |       |
| 6.   | 3   | Milan Trajković         | Cypr            | 7,60 |       |
| 7.   | 7   | Orlando Ortega          | Hiszpania       | 7,64 |       |
| 8.   | 2   | Andreas Martinsen       | Dania           | 7,68 | =     |